# Резня в Герзель-Ауле
Резня в Герзель-Ауле произошла летом 1825 года, во время Кавказской войны, в ходе переговоров русских военачальников со старейшинами горцев. Переговоры окончились тем, что горский мулла Учар-Хаджи убил русских генералов Н. Грекова и Д. Лисаневича, после чего все остальные старейшины, числом более трёхсот человек, которые были безоружны, так как сдали оружие при въезде в Герзель-аул, были перебиты русскими солдатами в ходе спонтанно начавшейся резни. События в Герзель-Ауле максимально обострили отношения между горцами и русскими и, в конечном итоге, почти на четыре десятилетия отодвинули конец Кавказской войны.

## События
В 1825 году на арену борьбы на Кавказе вышел Бейбулат Таймиев. Первый удар горцев обрушился на слабый русский пост на Тереке — Амир-Аджи-Юрт; вслед за ним погибли два слабых укрепления — Злобный окоп и Преградный стан, а затем горцы под предводительством Бейбулат Таймиева в течение семи дней осаждали русское военное укрепление Герзель, на полпути между крепостями Внезапной и Грозной.
Узнав об отчаянном положении герзель-аульского гарнизона, командир 1-й бригады 22-й пехотной дивизии генерал-майор Н. Греков вместе с начальником Кавказской линии генерал-лейтенантом Лисаневичем бросился из (крепости) Грозной на выручку во главе 3 рот егерей, 400 казаков и 6 орудий. Быстрым движением они спасли Герзель-аул; 27 июля 1825 года горцев отбросили. На следующий день царские генералы, задумав наказать помогавших чеченцам кумыков, пригласили в редут 318 мужчин из Старого Аксая. Так описывал события В. Потто

Там их встретили кумыкский пристав Филатов и аксаевский старшина Муса Хасаев (сторонник России), всё время осады просидевший в башне. Они заявили, что жители Аксая просят пощады, но Лисаневич, желая устрашить мятежников примером строгости, потребовал выдачи виновных. На следующий день, восемнадцатого июля, в Герзель-ауле собрано было триста восемнадцать кумыков. Тут были и наиболее замеченные в сношениях с мятежниками, и старшины, и, наконец, люди, сохранявшие все время безусловную преданность России.

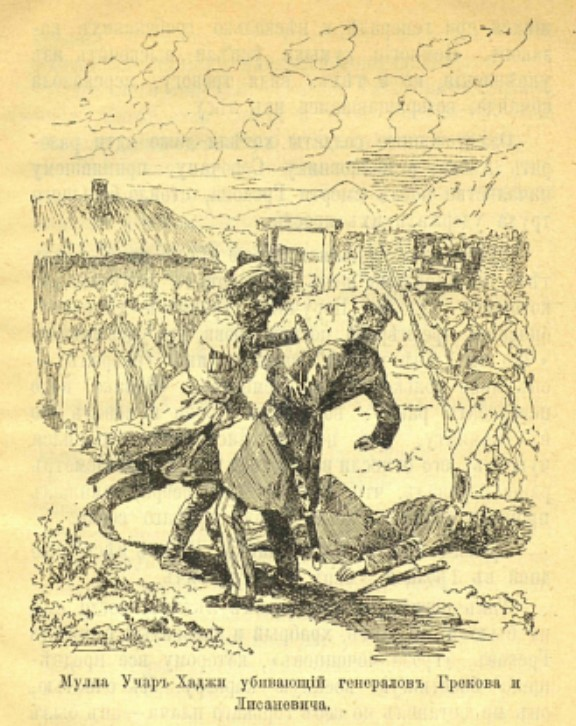
Учар-хаджи убивает генералов Грекова и Лисаневича.

Далее, согласно Потто, произошло следующее:

Лисаневич, желая устрашить мятежников, потребовал выдачи виновных. Первые двое вышли без сопротивления, но третий, мулла Учар-Хаджи, в зеленом бешмете и белой чалме, с голыми до колен ногами и с большим кинжалом на поясе, стоял в толпе с диким, блуждающим взором и не хотел выходить. Лисаневич повторил вызов. Но едва переводчик подошел к Учару и взял его за руку, как тот одним прыжком очутился возле Лисаневича и, прежде чем генерал успел уклониться, нанес ему кинжалом смертельную рану в грудь.
Лисаневич упал на руки своего адъютанта. Пораженный, Греков бросился к нему на помощь, но в то же мгновение пал от руки Учара, получив две раны, из которых последняя, в грудь, была, безусловно, смертельна. Опьяненный кровью, убийца бросился на Мусу Хасаева, который спасся, успев присесть. Учар споткнулся об него, и кумыкский пристав Филатов, человек уже немолодой, воспользовавшись этим моментом, схватил его за руки. Между ними завязалась борьба грудь на грудь, но злодей был сильнее и уже одолевал Филатова, когда подскочивший Муса Хасаев ударил его (Учар-Хаджи) шашкой по голове, а другой кумык в упор выстрелил в него из ружья. Другие кумыки, объятые ужасом, бросились бежать. Лисаневич, держа рукою рану, стоял прислонившись к забору, но сохраняя полное присутствие духа. И только тогда, когда ему сказали о смерти Грекова, у него вырвалось роковое: «Коли!» Солдаты поспешно заперли ворота, и началось истребление всех, кто был в укреплении.

Многие из кумыков, видя беду, схватили из сошек солдатские ружья, другие защищались кинжалами, переранили восемнадцать солдат, однако же все они полегли на месте. В числе погибших были и люди ни в чем не повинные, отличавшиеся испытанной преданностью русским, и даже несколько андреевских жителей. Озлобленные солдаты не давали пощады никому, кто попадался им на глаза в азиатской одежде. Убиты были даже трое грузин, находившихся при генерале, и несколько гребенских казаков. Немногие кумыки успели выскочить из укрепления, но и тех, видя тревогу, переколола команда, возвращавшаяся из лесу.
А между тем, по словам Ермолова, «если бы аксаевцами не овладел совершенный страх, они сами смогли бы без труда завладеть всем Герзельским укреплением и артиллерией, при которой не было ни одного канонира».
По всей вероятности, единственным горцем, выжившим в ходе резни, являлся Муса Хасаев. В дальнейшем им, по приказу Ермолова, был основан аул (в дальнейшем город) Хасавюрт, названный его именем.

## Датировка события
Резня в Герзель-Ауле произошла летом 1825 года, однако, источники расходятся насчёт точной даты. Дореволюционные источники называют даты 18 июля (Военная энциклопедия Сытина) и 22 июля (Русский биографический словарь); Лисаневич скончался от последствий ранения 20 июля (Богданович) или 24 июля (Потто). Все эти даты приводятся по юлианскому календарю, что соответствует началу августа по григорианскому.